# Gombou Kaka
Pour les articles homonymes, voir Kaka.
 (mai 2025).
La mise en forme du texte ne suit pas les recommandations de Wikipédia : il faut le « wikifier ».
Les points d'amélioration suivants sont les cas les plus fréquents. Le détail des points à revoir est peut-être précisé sur la page de discussion.
- Les titres sont pré-formatés par le logiciel. Ils ne sont ni en capitales, ni en gras.
- Le texte ne doit pas être écrit en capitales (les noms de famille non plus), ni en gras, ni en italique, ni en « petit »…
- Le gras n'est utilisé que pour surligner le titre de l'article dans l'introduction, une seule fois.
- L'italique est rarement utilisé : mots en langue étrangère, titres d'œuvres, noms de bateaux, etc.
- Les citations ne sont pas en italique mais en corps de texte normal. Elles sont entourées par des guillemets français : « et ».
- Les listes à puces sont à éviter, des paragraphes rédigés étant largement préférés. Les tableaux sont à réserver à la présentation de données structurées (résultats, etc.).
- Les appels de note de bas de page (petits chiffres en exposant, introduits par l'outil «  Source ») sont à placer entre la fin de phrase et le point final[comme ça].
- Les liens internes (vers d'autres articles de Wikipédia) sont à choisir avec parcimonie. Créez des liens vers des articles approfondissant le sujet. Les termes génériques sans rapport avec le sujet sont à éviter, ainsi que les répétitions de liens vers un même terme.
- Les liens externes sont à placer uniquement dans une section « Liens externes », à la fin de l'article. Ces liens sont à choisir avec parcimonie suivant les règles définies. Si un lien sert de source à l'article, son insertion dans le texte est à faire par les notes de bas de page.
- La présentation des références doit suivre les conventions bibliographiques. Il est recommandé d'utiliser les modèles {{Ouvrage}}, {{Chapitre}}, {{Article}}, {{Lien web}} et/ou {{Bibliographie}}. Le mode d'édition visuel peut mettre en forme automatiquement les références.
- Insérer une infobox (cadre d'informations à droite) n'est pas obligatoire pour parachever la mise en page.

Pour une aide détaillée, merci de consulter Aide:Wikification.
Si vous pensez que ces points ont été résolus, vous pouvez retirer ce bandeau et améliorer la mise en forme d'un autre article.
 (mai 2025).
Goumbou Kaka, de son nom complet Kaka Qoreïchi Doucouré, est une figure historique de la région de Nioro du Sahel, au Mali. Militaire, marabout et réformateur religieux, il s’est distingué à la fin du XIXe siècle par sa résistance morale et religieuse face à l’occupation coloniale française. Inspiré par des figures comme El Hadj Omar Tall et Mamadou Lamine Dramé, il porta un projet de réforme sociale et spirituelle dans un contexte marqué par l’effondrement des structures locales,.
Son nom reste encore aujourd’hui évoqué par les griots pour son courage, sa vision et sa détermination.
Contexte historique
À la fin du XIXe siècle, la région de Nioro subit de plein fouet la pression de la conquête coloniale. En 1896, après une expédition militaire menée contre Nioro, la ville tombe aux mains de l’armée française. Dans la foulée, deux figures majeures locales sont exécutées : Djiri Doucouré, chef de la région, et Alpha Sonka, chef peul. Cette exécution brutale marque un tournant : Goumbou, fief  des Doucouré, perd ses repères et se trouve plongée dans un vide politique et spirituel.
C’est dans ce contexte que Kaka Qoreïchi Doucouré tente de prendre le relais. Il incarne une réponse religieuse, morale et militante à la domination étrangère.
Un projet réformateur
Fils de Yusuf Qoreïchi Doucouré, marabout respecté, Kaka grandit dans une famille savante et influente. Très tôt formé à l’islam, il développe une lecture réformatrice de la religion, qu’il conjugue avec une vision politique de la résistance.
Il rêvait, à l’image de ses inspirateurs El Hadj Omar Tall et Mamadou Lamine Dramé, d’unifier les musulmans contre la colonisation et de restaurer une société juste, fondée sur les valeurs coraniques.
La mémoire populaire
Même si son projet n’a pas abouti militairement, son engagement a profondément marqué les esprits. Kaka Qoreïchi Doucouré est encore célébré aujourd’hui dans la mémoire populaire comme un homme de bravoure, de foi et de vision. Son nom est chanté par les griots de Goumbou et des alentours comme symbole de résistance et de dignité.
Sadio Qoreïchi Doucouré : son cousin et son complément
Son cousin, Sadio Qoreïchi Doucouré, surnommé aussi Sadio Qoreïchi, incarne la sagesse, la stabilité et l’autorité religieuse. Né vers 1860, formé auprès des plus grands maîtres du Mali et de Mauritanie (Cheikh Sidya, Cheikh Saad Bouh, Cheikh Mohammed Doucouré de Gagny), il reçut le ouird de la voie Qâdiriya et devint moqaddem reconnu.
À son retour à Goumbou, il fonde une école coranique qui devient immédiatement florissante, avec 25 à 30 élèves réguliers et un groupe d’étudiants avancés. Il est nommé président du tribunal de subdivision en 1902, un poste qu’il exerce avec droiture et respect jusqu’à la fin de sa vie. Son influence stabilisatrice fut cruciale pour la communauté après les bouleversements coloniaux.
Parmi ses nombreux disciples et élèves disséminés à Goumbou même et dans la région, un seul mérite une mention : son cousin Kaka Qoureïchi, né vers 1866, marabout fort savant de Nema.
Outre le moqaddem qadri qu'est Sadio, Goumbou compte deux moqaddem tidiania, nommés tous deux par un marabout marka du Diafounou : Alfa Hassan Niakaté, de Dia-gana. Celui-ci se rattachait par Abdallah ould Al-Imam des Larlal (Nioro); puis par Mohammed Chérif, le Djaouni, à Chérif Tahar Bou Taïba, missionnaire du grand Cheikh Ahmed Tidjani.
Origine des Qoreïchi du Sahel
La famille Qoreïchi de Goumbou revendique une ascendance noble remontant à ʿAbd Allāh ibn ʿAbbās, cousin du Prophète Muhammad. La généalogie traditionnelle retrace la lignée suivante :
Ahdoul-Qader Qoreïchi, fils de Taleb Othman, fils de Marna, fils de And Ar Chara, fils d’Al-Imam, fils d’Omar, fils d’Al-Imam Andar, fils de Mohammed Al-Karim, fils d’Al-Fakhar, fils de Mohammed Relli.
Ce dernier serait arrivé dans le Sahara au XVIᵉ siècle, s’installant à Kabirou (probablement Birou), aujourd’hui nommée Oualata. L’un de ses descendants migre plus tard vers Goumbou, en passant par Sokolo à la fin du XVIIIe siècle.
Avec le temps, l’usage du nom Qoreïchi s’est estompé dans la vie civile. Les descendants portent aujourd’hui uniquement leur nom de famille  et leur prénom.
Figures marquantes de la lignée Qoreïchi de Goumbou
• Yusuf Qoreïchi Doucouré, marabout, père de Kaka et Sadio ;
• Kaka Qoreïchi Doucouré, dit Goumbou Kaka, chef militaire et réformateur ;
• Sadio Qoreïchi Doucouré, érudit, cadi et président du tribunal ;
• Mamadou Mokhtar Qoreïchi, né vers 1860, homme instruit ;
• Ba Sékou Qoreïchi, né vers 1870, notable respecté ;
• Sékou Soh, né vers 1856, figure religieuse reconnue.
Mort de Goumbou kaka
La date exacte de la mort de Goumbou Kaka (Kaka Qoreïchi Doucouré) reste incertaine, mais elle serait survenue au début du XXe siècle, après plusieurs années d’efforts pour maintenir la résistance spirituelle et sociale face à l’emprise coloniale. Son décès marque la fin d’une époque pour la communauté de Goumbou, bien que son héritage perdure à travers la mémoire collective et les récits transmis par les griots dont ganda Fadiga
Face à l’escalade des conflits, les anciens de Goumbou organisèrent une embuscade à Kalumba. Kaka Qoreïchi y fut attiré sous prétexte de négociation et y trouva la mort — selon certaines versions, Sa disparition marqua non seulement la fin de son mouvement, mais aussi le début du déclin de Goumbou, jadis centre religieux, commercial et militaire du Wagadu.
Son cousin Sadio Qoreïchi Doucouré lui survécut plusieurs années et continua de jouer un rôle central dans la vie religieuse et judiciaire locale.